# Bastien Geiger
Bastien Geiger (Sion, 26 febbraio 1985) è un calciatore svizzero, difensore del Colombier.

## Palmarès

### Club
- Coppa Svizzera: 1

Sion: 2008-09